# Spergularia masafuerana
Spergularia masafuerana är en nejlikväxtart som beskrevs av Carl Skottsberg. Spergularia masafuerana ingår i släktet rödnarvar, och familjen nejlikväxter. Inga underarter finns listade i Catalogue of Life.